# آخرین چهره
آخرین چهره (انگلیسی: The Last Face) یک فیلم درام آمریکایی به کارگردانی شان پن و نویسندگی ارین دیگنام است. از بازیگران آن می‌توان به شارلیز ترون، خاویر باردم، ادل اگزارکوپولوس و ژان رنو اشاره کرد.